# Herbert Rößiger
Herbert Rößiger (* 18. Mai 1911 in Freiberg; † 18. Dezember 1941 in Sewastopol, UdSSR) war ein deutscher Funktionär des Nationalsozialistischen Deutschen Studentenbunds (NSDStB) und der Reichsstudentenführung.

## Leben und Wirken
Nach dem Besuch des Realgymnasiums in Freiberg studierte Rößiger von 1930 bis 1933 Rechtswissenschaften an den Universitäten Hamburg, Berlin und Leipzig. Er trat zum 1. Dezember der NSDAP (Mitgliedsnummer 762.240) sowie 1932 der SA und schloss sich auch dem Nationalsozialistischen Deutschen Studentenbund an. 1932 wurde er während seiner Zeit an der Universität Leipzig Mitarbeiter im Amt für politische Erziehung sowie Fachgruppenführer und wenig später Gauschulungsbeauftragter der NSDAP in Sachsen. Maßgeblich wirkte er im Gau Sachsen am Aufbau des Nationalsozialismus und der Verbreitung dessen Ideen unter den Studenten mit. Mit Wirkung vom 1. August 1935 wurde er auf Vorschlag von Albert Derichsweiler durch den sächsischen Gauleiter Martin Mutschmann zum Gaustudentenbundführer in Sachsen ernannt. Im Dezember 1935 ernannte ihn Mutschmann außerdem zum Gauamtsleiter. Daneben war er als Gauredner tätig.
1936 wurde er an der Universität Leipzig mit einer Arbeit über „Führertum und Verwaltungsgerichtsbarkeit“ promoviert. Seine Dissertation wurde 1970 nachgedruckt.
Im Juni 1937 war er maßgeblich an der Organisation eines sogenannten Führerlagers für die Studentenführer der sächsischen Hoch- und Fachschulen sowie die Amtsleiter für politische Erziehung und die Kulturamtsleiter auf der Rochsburg beteiligt, auf dem er auch referierte. Im Herbst des gleichen Jahres organisierte er das zweitägige Lager zur Fortbildung der sächsischen Studentenführer in Buchheim bei Bad Lausick.
Im Juni 1939 legte Rößiger die Funktion des Gaustudentenbundführers nieder und wurde Mitglied der Reichsstudentenführung in München, wo er zum Reichshauptstellenleiter und zum Regierungsrat ernannt wurde. Noch vor Beginn des Zweiten Weltkrieges meldete er sich freiwillig zur Wehrmacht. Er nahm anfangs nicht aktiv am Krieg teil, sondern besuchte zunächst eine Waffenschule. Nach dem Überfall auf die Sowjetunion 1941 wurde er Leutnant in einer Artillerie-Abteilung und fiel in der Schlacht um Sewastopol.

## Schriften (Auswahl)
- Führertum und Verwaltungsgerichtsbarkeit. Weicher, Leipzig 1936.
- 10 Jahre Kampf des NS-Studentenbundes. In: Der Freiheitskampf Nr. 25 vom 26. Januar 1936, S. 14.
- Führertum und Verwaltungsgerichtsbarkeit [Nachdruck der Ausgabe von 1936].  Wissenschaftliches Antiquariat Keip, Frankfurt am Main 1970.